# 薩爾塞羅區
薩爾塞羅區（西班牙語：Zarcero），是哥斯達黎加的一個區，位於該國西北部阿拉胡埃拉省，面積10.34平方公里，海拔高度1,671米，2000年人口3,790，人口密度每平方公里366.54人。

## 參考資料

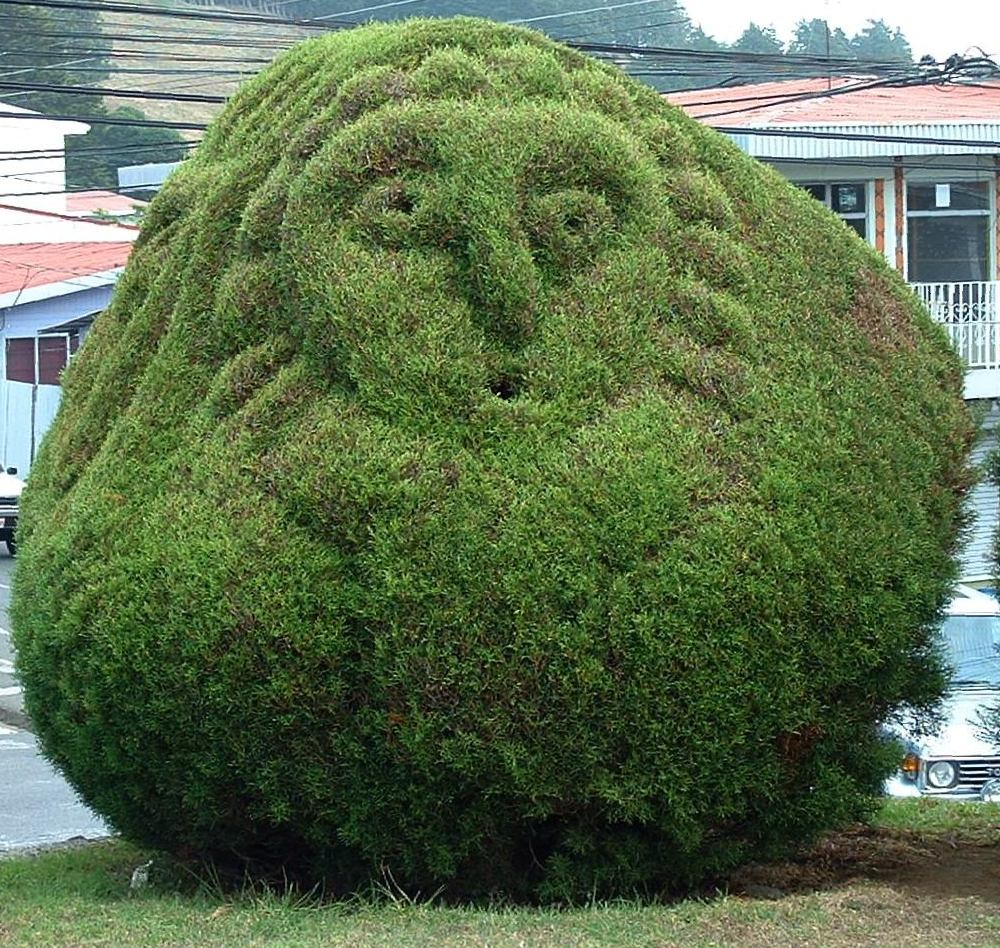

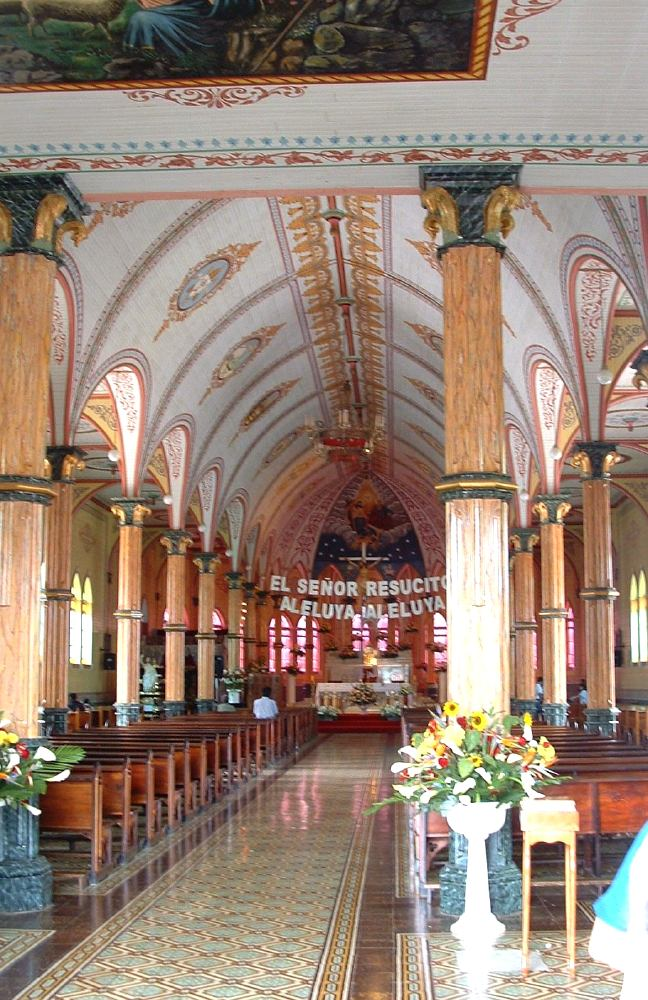